# Cyperus sahelii
Cyperus sahelii là loài thực vật có hoa trong họ Cói. Loài này được Väre & Kukkonen mô tả khoa học đầu tiên năm 2005.